# NGC 1951
NGC 1951 је расејано звездано јато у сазвежђу Златна риба које се налази на NGC листи објеката дубоког неба.
Деклинација објекта је - 66° 35' 50" а ректасцензија 5h 26m 6,9s. Привидна величина (магнитуда) објекта NGC 1951 износи 10,6. NGC 1951 је још познат и под ознакама ESO 85-SC86.